# Rodenburger- en Cronesteinsche Polder
Het waterschap De Rodenburger- en Cronesteinsche Polder was een waterschap in de Nederlandse provincie Zuid-Holland, in de gemeente Zoeterwoude.
Het waterschap was een samenvoeging van de :
- Rodenburgerpolder (gesticht 18 maart 1627)
- Cronesteinsche Polder (gesticht 31 oktober 1632)

Het waterschap was verantwoordelijk voor de vervening, drooglegging en de waterhuishouding in de gelijknamige polders. De polder werd in 1971 opgeheven, ontpolderd en bij de gemeente Leiden gevoegd.